# 구로 아리랑
"구로아리랑"은 1989년에 개봉한 대한민국의 영화이다.

## 캐스팅
- 옥소리 : 종미 역
- 이경영 : 현식 역
- 윤예령 : 미경 역
- 최민식 : 진석 역
- 이기열 : 이 반장 역
- 신은경 : 숙희 역
- 김나영 : 정자 역
- 이민경 : 희분 역
- 이광희 : 만배 역
- 김의상 : 재수 역
- 박용팔 : 다세대 주인 역
- 유명순 : 현식 어머니 역
- 장정국 : 형사 1 역
- 나갑성 : 형사 2 역
- 신찬일 : 형사 3 역
- 최선중 : 야학선생 역
- 사원배 : 수위 역
- 김길호 : 구사대 역
- 주상호 : 경찰 간부 역
- 박부양 : 수퍼주인 역
- 정석규 : 노동자 4 역